# Odontohenricia clarkae
Odontohenricia clarkae is een zeester uit de familie Echinasteridae.
De wetenschappelijke naam van de soort werd in 1988 gepubliceerd door Francis Rowe & E. Lynne Albertson.